# Ержан Токотаєв
Ержан Токотаєв ( нар. 17 липня 2000 ) — киргизький футболіст, гравець національної збірної Казахстану. Туран » клуб і воротар збірної Киргизстану .

## Кар'єра

### У клубах
Футбольну кар'єру розпочав у складі «Дордой» у 2020 році.
У 2021 році перебрався до киргизького клубу « Алга ».
На початку 2022 року підписав контракт із казахстанським клубом «Туран». Дебютував у казахстанській Прем’єр-лізі 5 березня 2022 року в матчі проти «Таразу».

### У збірній
2 вересня 2021 року дебютував у збірній Киргизстану в матчі проти збірної Палестини (1:0).

## Клубна статистика
| Ігрова кар'єра | Ігрова кар'єра | Ігрова кар'єра | ліга | ліга | Кубок | Кубок | Міжнародний. | Міжнародний. | доктор | доктор |
| -------------- | -------------- | -------------- | ---- | ---- | ----- | ----- | ------------ | ------------ | ------ | ------ |
| 2020 рік       | Дордой         | А              | ?    | ?    | —     | —     | —            | —            | —      | —      |
| 2021 рік       | Алга           | А              | ?    | ?    | —     | —     | —            | —            | —      | —      |
| 2022 рік       | Туран          | А              | 1    | 0    | —     | —     | —            | —            | —      | —      |

## Досягнення
"Дордой" - 
- Чемпіон Киргизстану : 2019 рік
- Володар Суперкубка Киргизії: 2019